# Temple (Maine)
Temple és una població dels Estats Units a l'estat de Maine (EUA). Segons el cens del 2000 tenia 572 habitants.

## Demografia
Segons el cens del 2000, Temple tenia 572 habitants, 228 habitatges, i 165 famílies. La densitat de població era de 6,2 habitants/km².
Dels 228 habitatges en un 35,1% hi vivien nens de menys de 18 anys, en un 57,5% hi vivien parelles casades, en un 7,9% dones solteres, i en un 27,6% no eren unitats familiars. En el 22,4% dels habitatges hi vivien persones soles el 7% de les quals corresponia a persones de 65 anys o més que vivien soles. El nombre mitjà de persones vivint en cada habitatge era de 2,48 i el nombre mitjà de persones que vivien en cada família era de 2,79.
Per edats la població es repartia de la següent manera: un 25,7% tenia menys de 18 anys, un 4,9% entre 18 i 24, un 29,4% entre 25 i 44, un 27,1% de 45 a 60 i un 12,9% 65 anys o més.
L'edat mediana era de 40 anys. Per cada 100 dones de 18 o més anys hi havia 105,3 homes.
La renda mediana per habitatge era de 33.750 $ i la renda mediana per família de 34.931 $. Els homes tenien una renda mediana de 29.844 $ mentre que les dones 24.688 $. La renda per capita de la població era de 16.905 $. Entorn del 7,6% de les famílies i el 10,1% de la població estaven per davall del llindar de pobresa.